# Гигафабрика 1
Гигафабрика — завод по производству литий-ионных аккумуляторов, принадлежащий компании Tesla в Индустриальном центре Тахо Рено, в Округе Стори, Невада, США.
Инвестиции в производство составят около 5 млрд долл.. В январе 2017 года фабрика начала массовое производство.
Проектная стоимость завода составила 5 млрд долларов США. По оценке губернатора штата Невада Брайана Сэндовал экономическая выгода от строительства завода для штата Невада составит около 100 миллиардов долларов США в течение 20 лет.
В 2014 году Tesla и штат Невада заключили соглашение о предоставлении налоговых льгот для планируемого к постройке завода.
Торжественное открытие завода состоялось 29 июля 2016. Массовое производство началось в январе 2017.
Проектная мощность завода в 2020 году составит 35 гигаватт-часов в год для производства ячеек и 50 гигаватт-часов в год для сборки аккумуляторов.; для достижения данных целей на Гигафабрике будет работать 6,5 тысяч человек, а Тесла будет оснащать 500 000 автомобилей в год.
Tesla ожидает, что Гигафабрика 1 снизит издержки производства аккумуляторов для её электромобилей и домашних аккумуляторных систем Powerwall на 30 %.
В июле 2014 года было объявлено, что Panasonic достигла соглашения с Tesla об инвестициях в фабрику, Panasonic возглавит производство аккумуляторных ячеек. Генеральный директор Tesla Илон Маск заявил что общий объём инвестиций составит 1,5 — 2 миллиарда долларов США.
На заводе будет проводиться производство аккумуляторов и силовой установки для электрогрузовика Tesla Semi.
В феврале 2020 г. завод Gigafactory временно приостановил работу, из-за пандемии нового коронавируса.